# 第三次ポエニ戦争
第三次ポエニ戦争（だいさんじポエニせんそう、英: Third Punic War）は、古代の地中海地域における有力な国家であったカルタゴと共和政ローマが戦った三度にわたるポエニ戦争の中で最後となった戦争である。戦争はローマの勝利に終わり、カルタゴとその国家は完全に滅亡した。
紀元前201年にローマの勝利で第二次ポエニ戦争が終結し、戦争後に結ばれた講和条約でカルタゴはローマの許可なく戦争を起こすことが禁じられた。ローマの同盟国であったヌミディアのマシニッサ王はこの状況を利用してカルタゴの領土を公然と襲撃し、占領する行為を繰り返した。これに耐えかねたカルタゴは紀元前151年にローマとの条約を無視して将軍のハスドルバルが率いる軍隊をヌミディアに向けて派遣した。しかし、この軍事作戦はオロスコパの戦いでカルタゴ軍が完敗するという結果に終わり、ローマはこの不正な軍事行動を口実に懲罰的な遠征の準備を始めた。
その後、紀元前149年にローマの大軍が北アフリカのウティカに上陸した。カルタゴは使者をウティカに派遣したが、ローマ側の要求に応じてすべての兵器を引き渡し、艦船を焼却した一方で、都市を放棄する最後の要求は拒否した。これに対しローマはカルタゴを攻略するために軍を派遣した。紀元前149年の間、ローマ軍の作戦は度重なる失敗に終わったが、ローマ軍の将校の一人であるスキピオ・アエミリアヌスの活躍によって大きな損害は食い止められた。紀元前148年には新しい執政官が派遣されたが、前年と同様に成果は上がらなかった。紀元前147年の執政官を決める選挙では、就任可能な最低年齢に達していなかったスキピオに対するローマ人の支持が非常に高かったため、元老院はその年におけるすべての公職の年齢制限を撤廃した。スキピオは執政官に選出され、アフリカにおけるローマ軍の総司令官となった。
スキピオはカルタゴへの包囲網を強化し、海側からの都市への補給を遮断するために巨大な堤防を建設した。これに対してカルタゴは艦隊を再建して出撃したが、撤退時に多くの船を堤防に阻まれて失う結果に終わった。その後、スキピオは大規模な部隊を率いて近隣のネフェリスに陣地を構えていたカルタゴの野戦軍を撃破し、ローマ軍に抵抗していたほとんどのカルタゴの後背地の要塞を降伏させた。紀元前146年の春にローマ軍はカルタゴへの総攻撃を開始し、6日間かけて抵抗者を一掃した。都市は破壊され、50,000人に及んだカルタゴ人の捕虜は、奴隷として売り払われた。
カルタゴの旧領土はウティカを州都とするローマのアフリカ属州として再編された。廃墟となったカルタゴがユリウス・カエサルとオクタウィアヌスの下でローマの都市として再建されるのは1世紀後のことである。

## 一次史料
カルタゴの滅亡は災厄としては最悪のものと言えるだろう。だが、ギリシアの受けた仕打ちもそれに勝るとも劣らない。カルタゴは自分たちの大義を多少なりとも後世認められるだろうが、ギリシアに関してはその口実すら存在しない。完全に滅ぼされたカルタゴは将来にわたって苦しむことはないが、ギリシアは代々その不幸を語り継がねばならないのだ。—ポリュビオス、『歴史』38.1

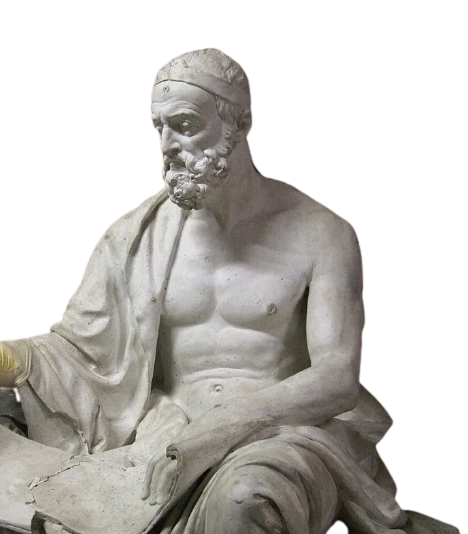
ポリュビオス

紀元前167年に人質としてローマに送られたギリシア人の歴史家であるポリュビオス（紀元前200年頃 - 紀元前118年頃）による著作がポエニ戦争に関する最も多くの情報を伝える主要な史料となっている。ポリュビオスは今日では失われてしまった戦術書などを残しているが、その著作の中では紀元前146年以降の時期に著された『歴史』が最もよく知られている。また、第三次ポエニ戦争では後援者であり友人でもあったローマの将軍のスキピオ・アエミリアヌス（小スキピオ）に同行して北アフリカを訪れている。しかしながら、このようなスキピオとの親しい関係は、通常は信頼性の高いポリュビオスの記録にスキピオの行動を好意的に記述させた要因となっている。さらに、『歴史』の第三次ポエニ戦争に関する記述は今日では多くの部分が失われている。
ポリュビオスからかなりの情報を参照しているローマの年代記作者のティトゥス・リウィウスによる説明はポエニ戦争を研究する現代の歴史家によく利用されているが、紀元前167年以降の出来事に関する記述は「梗概」の形式でしか残されていない。その他の今日ではほとんど失われてしまった第三次ポエニ戦争やその参加者に関する古代の記録には、プルタルコス、カッシウス・ディオ、シケリアのディオドロスなどによるものがある。現代の歴史家は同様に2世紀のギリシア人の歴史家であるアッピアノスによる説明も利用している。歴史家のベルナール・ミネオは、アッピアノスの記録を「この戦争に関する唯一の完全かつ連続した説明である」と述べている。しかし、大半がポリュビオスの記録に基づくと考えられているアッピアノスによる説明は、いくつかの問題点の存在が明らかとなっている。歴史家のエイドリアン・ゴールズワーシーによれば、これらの問題点は第三次ポエニ戦争に関する記録が三つのポエニ戦争の中で最も情報の信頼性で劣っていることを示している。その他の情報源としては、硬貨、碑文、考古学的証拠、そして各種の構造物の復元や再現に基づく経験的証拠などがある。

## 背景

ポエニ戦争期（紀元前264年 - 紀元前146年）の領土の変遷カルタゴ
ローマ
シュラクサイ

ローマは紀元前2世紀半ばの地中海地域において強大な勢力を築いていたが、一方でカルタゴは現代のチュニジアの北東部に位置する大規模な都市国家として存在していた。カルタゴ人はローマ人からラテン語のPunicus（またはPoenicus）という言葉で呼ばれていたが、これはカルタゴがフェニキア人によって建てられたことに由来している。アリストテレスらギリシア人たちは、カルタゴをより上位のポリスと見なしており、ローマ人もヘレニズム世界における一ポリスと捉えていたという。
カルタゴとローマは紀元前264年から紀元前241年まで23年間続いた第一次ポエニ戦争と、紀元前218年から紀元前201年まで17年間続いた第二次ポエニ戦争を戦っていた。第二次ポエニ戦争では、ローマの将軍スキピオ・アフリカヌス（大スキピオ）がカルタゴの南西160キロメートルで起こったザマの戦いでカルタゴ軍の最高司令官ハンニバルを破り、両戦争ともローマの勝利で終わった。スキピオ・アフリカヌスはカルタゴに講和条約を押し付け、海外領土とアフリカの領土の一部を剥奪した。また、賠償金として銀10,000タレントを50年かけて支払う義務を負わせた。さらにカルタゴは人質を取られた上にアフリカ以外での戦争行為を禁じられ、アフリカにおいてもローマの特別な許可を得なければ戦争を行うことができなくなった。有力なカルタゴ人の多くはこれを拒否しようとしたが、ハンニバルが強く支持を表明したため、紀元前201年の春にこれらの条件を受け入れた。これ以降カルタゴはローマに対して政治的に従属することが明白となった。

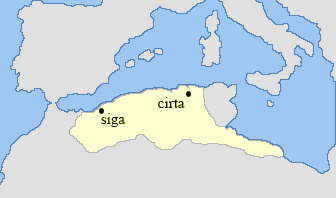
紀元前150年頃のヌミディアの版図

第二次ポエニ戦争が終結すると、ローマの同盟者であったマシニッサが現代のアルジェリアとチュニジアの大部分を支配していた先住民であるヌミディア人の中で最も強力な支配者となって台頭した。その後の50年にわたってマシニッサはカルタゴが自らの意思で自国の領土を守れない状況を何度も利用した。カルタゴがローマに状況の改善や軍事行動の許可を求めてもローマはマシニッサを支持し、カルタゴの要請を拒否した。マシニッサによるカルタゴの領土への襲撃と制圧はますます目に余るものとなり、紀元前151年にはカルタゴがこの時初めて記録に現れるカルタゴ人の将軍であるハスドルバルの率いる大規模な軍隊を編成し、条約の存在にもかかわらずヌミディア人に対する反撃に出た。しかし、この軍事作戦はオロスコパの戦いで完敗を喫するという結果に終わり、カルタゴ軍は降伏した。そして戦いの後に多くのカルタゴ人がヌミディア人に虐殺された。ハスドルバルはカルタゴへ逃れたが、ローマをなだめようとしたカルタゴはハスドルバルに死刑を言い渡した。

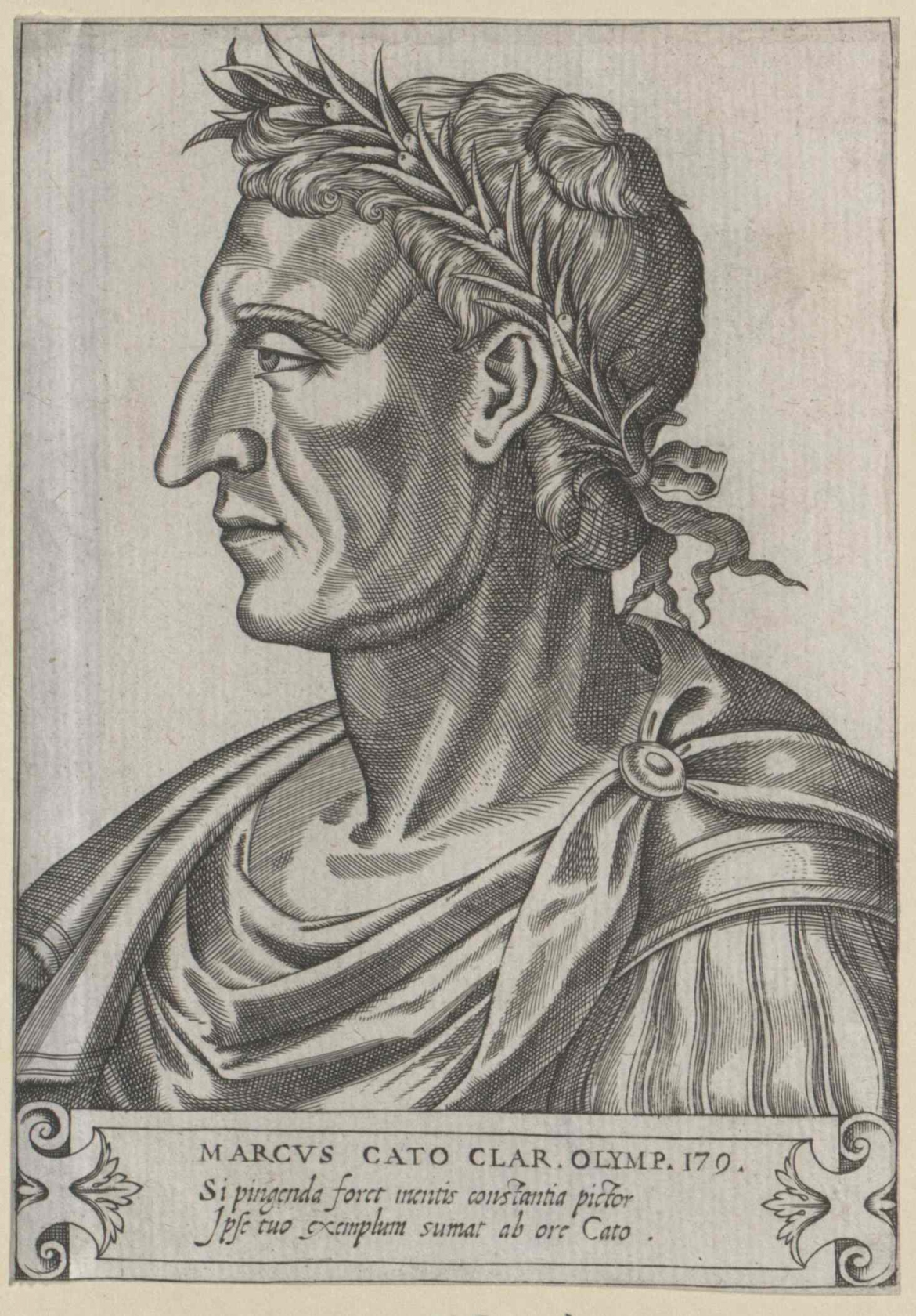
16世紀に描かれた大カト

カルタゴは紀元前151年に賠償金を完済し、経済的には繁栄していたが、軍事的には既にローマの脅威ではなかった。ハンニバル世代であるプラウトゥスは、その喜劇の中で利にさといがユーモラスなカルタゴ人を描いており、一般市民の中でそれほどの敵愾心があったとも考えにくい。それでもなお、ローマの元老院の中にはカルタゴに対して軍事行動を起こしたいと考える一派が以前から存在していた。例として有力な元老院議員であったマルクス・ポルキウス・カト・ケンソリウス（大カト）のカルタゴ嫌いは非常に有名であり、18世紀以降、大カトは自分のあらゆる演説の最後に "Carthago delenda est"（カルタゴは滅ぶべきである）と語ったと信じられるようになった。彼はハンニバルを知る世代の生き残りであり、その憎悪は推察できる。一方、カルタゴへの軍事行動に対する反対派には最高神祇官のプブリウス・コルネリウス・スキピオ・ナシカ・コルクルムと、ルキウス・コルネリウス・レントゥルス・ルプスがいた。ナシカはカルタゴのような強力な敵の存在に対する恐れが民衆の行動を抑制させ、社会の分裂を防ぐであろうと主張していた。大カトは（恐らく紀元前153年に）カルタゴへ派遣された使節団の一員であり、カルタゴの経済成長と力を回復しつつある状況に注意を寄せていた。また、恐らくナシカも同じ使節団の一員として同行していた。
このノビレス（支配層）間の意見対立について、その大本を大スキピオの政策に求める説もある。彼は任期終了による指揮官交代を怖れつつ、この機にカルタゴの脅威を徹底的に排除することを望んでいたが、その一方でカルタゴに対して寛大な態度も示しており、ポリュビオスは彼がカルタゴの存続を望んでいたのではないかと予想している。彼の態度は元老院でも問題視され、意見対立があったという。紀元前150年前後の状況で、元老院内でそれほどの意見対立があったか疑問視する学者もいる。カルタゴ側の条約違反があるまでローマにとっては正当性に欠けるからで、更にカルタゴ存続派のスキピオ・ナシカは戦争中の前147年、元老院の議論を主導しうる立場であるプリンケプス・セナトゥス（元老院第一人者）に指名されている。ただ、ポリュビオスの記述によれば、カルタゴを滅ぼすことは既定路線であったという。結局、ローマはカルタゴの不正な軍事行動を口実に、懲罰的な遠征の準備を始めた。

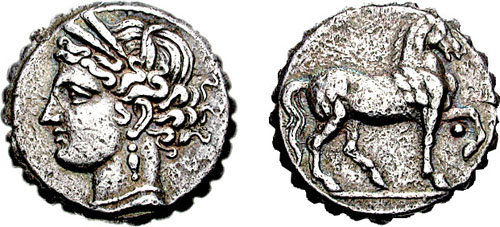
カルタゴ末期（紀元前2世紀前半）に鋳造されたシェケル銀貨。左側にはカルタゴ人やベルベル人に信仰されていた女神タニトの肖像、右側には馬の像が刻まれている。

現代の学者はローマが戦争を強く望んだ理由についていくつかの説を唱えている。カルタゴ人との商業上の競争に対するローマ人の恐れ、当時89歳であったマシニッサの死によって勃発する可能性がある広範囲にわたる戦争を未然に防ぎたかったこと、戦争を推進する一派がカルタゴの真の力とは関係なくカルタゴを政治的に「邪悪な存在」であるとして利用したこと、名誉や略奪に対する欲求、ローマが忌み嫌う政治体制を撲滅したかったことなどが挙げられている。ローマの大土地所有者であるノビレスが、アフリカからの輸入作物に脅威を感じていたためとも言われるが、当時のイタリアの農業にはそもそも競争力はなかったとする指摘もある。
これらの説やその他の仮説に対する合意は得られていない。カルタゴの複数の使節がローマとの交渉を試みたが、ローマは曖昧な態度に終始した。そして紀元前149年にはカルタゴから北へおよそ55キロメートルに位置する大規模な北アフリカの港湾都市であるウティカがローマ側に寝返った。この港がカルタゴへのあらゆる攻撃を非常に容易にすることを理解していたローマの元老院とケントゥリア民会は、カルタゴに対する宣戦を布告した。
ローマは毎年執政官（コンスル）として知られる二人の男性を政務官の最高職として選出していたが、執政官は戦争時にはそれぞれ軍隊を率い、時にはプロコンスルとして指揮権が延長される場合もあった。紀元前149年にその年の両執政官（マニウス・マニリウスとルキウス・マルキウス・ケンソリヌス）の下でローマの大軍がウティカに上陸した。陸軍はマニウス・マニリウスが指揮し、海軍はルキウス・マルキウス・ケンソリヌスが指揮した。カルタゴはローマをなだめる努力を続け、ウティカに使者を派遣した。しかし、執政官はすべての兵器を引き渡すように要求し、カルタゴはしぶしぶこれに応じた。大規模な輸送船団がカルタゴからウティカに膨大な量の兵器を運んだ。残されている記録によれば、これらの兵器には200,000個の鎧と2,000台のカタパルトが含まれていた。カルタゴの戦艦はすべてウティカに向けて出航し、ウティカの港で焼却された。カルタゴが武装解除されると、執政官のケンソリヌスはさらに都市を放棄して海から16キロメートル離れた場所に移転し、その後カルタゴを破壊するように要求した。しかし、カルタゴはこの要求は受け入れずに交渉を放棄し、都市を防衛するための準備を始めた。

## カルタゴの防衛体制

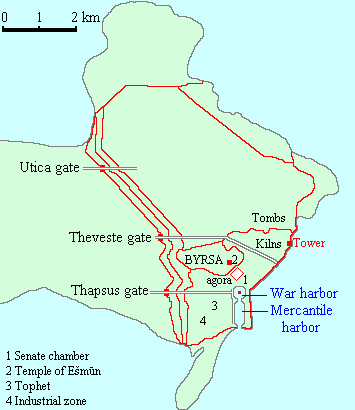
カルタゴの防衛線を示した平面図

カルタゴの都市の規模は当時としては異例の大きさであり、現代の学者は人口を90,000人から800,000人の範囲で推定している。この範囲のいずれの数値であったにせよ、カルタゴは当時の地中海地域で最も人口の多い都市の一つであった。都市は周囲を全長35キロメートル超の城壁で強固に要塞化されていた。陸側の主要な接近手段から都市を防御するために三つの防衛線が存在し、そのうち最も強固なものは幅9メートル、高さ15から20メートルのレンガ造りの壁からなり、壁の前には幅20メートルの堀が築かれていた。また、壁の内側には24,000人以上の兵士を収容できる兵舎が建てられていた。都市には頼ることが可能な地下水源はほとんどなかったものの、雨水を集めて水路に通すための複雑な仕組みや、雨水を貯めるための多くの貯水槽が存在した。
カルタゴは市民から兵を募り、戦う意思のあるすべての奴隷を解放することによって、都市を防衛するための強力で士気の高い軍隊を作り上げていった。また、少なくとも20,000人の規模に及ぶ野戦軍を組織し、野戦軍は死刑囚の監房から解放されたばかりであったハスドルバルの指揮下に置かれた。この軍隊は都市から25キロメートル南方に位置するネフェリスに拠点を置いた。アッピアノスはアフリカに上陸したローマ軍の兵力を84,000人としているが、現代の学者は40,000人から50,000人の間と推定しており、そのうち4,000人は騎兵であったと考えられている。

## 戦争の経過

### 紀元前149年
ローマ軍はカルタゴへ移動し、海側と陸側から二度にわたって城壁を越えようと試みたものの、いずれも失敗に終わり、包囲作戦に切り替えてその地に留まった。ケンソリヌスとマニリウスはそれぞれ自軍の陣地を構えた。ケンソリヌスの陣地は主に接岸したローマ軍の船舶を守る役割を担い、マニリウスの陣地ではローマ軍団が駐屯した。一方でハスドルバルは軍隊を前線に移動させ、ローマ軍の補給線と徴発部隊に対して繰り返し攻撃を加えた。ローマ軍は巨大な破城槌を作り、城壁の一部を破壊した。そして破壊した場所へ襲撃を試みたものの、壁をよじ登る間に混乱に陥り、待ち構えていたカルタゴ軍によって撃退された。この時、第4軍団のトリブヌス・ミリトゥムであったスキピオ・アフリカヌスの養孫のスキピオ・アエミリアヌスは、命令通りには攻撃に加わらずに破壊された城壁沿いに道を開けて兵士を待機させ、前方のローマ軍がスキピオの部隊の隊列の間を抜けて逃げてきた際に追撃してきたカルタゴ軍を迎え討ち、撃退することに成功した。

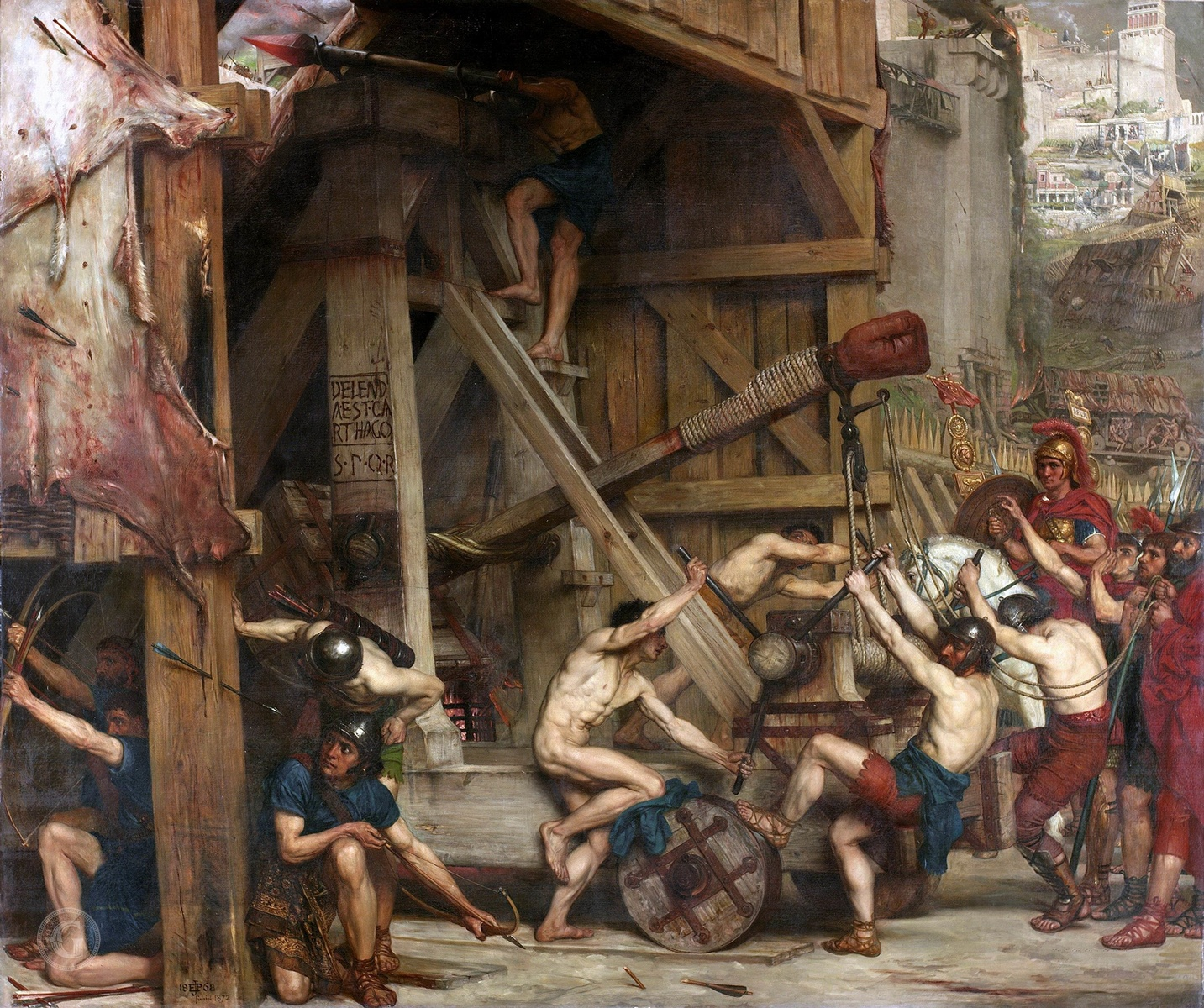
『カタパルト』（エドワード・ポインター画、1868年）。カルタゴの城壁を攻撃するカタパルトを操作するローマ兵が描かれている。また、兵器の木材には大カトの有名な台詞である Delenda est Carthago（カルタゴは滅ぶべきである）が刻まれている。

ケンソリヌスが築いた陣地は立地が悪く、初夏には疫病が蔓延したため、より衛生状態の良い場所に陣地を移した。しかしながら、移動した場所は防御には向いておらず、カルタゴ軍は火船を用いてローマ艦隊に被害を与えた。ローマ軍は追加的に砦を建設することで敵の攻撃をより困難にさせたが、それでもなおカルタゴ軍は繰り返しローマ軍の陣地に攻撃を加えてきた。スキピオはしばしば混乱した戦いの中でカルタゴ軍の攻撃を阻止する役割を果たし、さらに頭角を現していった。スキピオが自分の部隊に課した規律は残りのほとんどのローマ軍の振る舞いとは対照的であった。
敵にとって優位な立地であり要塞化されていたにもかかわらず、マニリウスはネフェリスに近いカルタゴ軍の本陣に対する攻撃を決めた。そして現地に到着するとスキピオの助言に逆らって直ちに攻撃を命じた。当初は順調に攻撃を進めていたが、やがて自軍が持ちこたえられない場所まで軍を前進させてしまった。そして撤退しようとしたところをカルタゴ軍に襲われ、多くの犠牲者を出した。スキピオは300人の騎兵を率い、限定的でよく統率された一連の襲撃と威嚇を繰り返し、カルタゴ軍を足止めさせ、ほとんどの歩兵が退却を完了するための十分な時間を稼いだ。さらに、スキピオはその夜に再び自身の騎兵隊を率いて引き返し、捕らえられたローマ軍の一団を救出した。
ローマ軍の縦隊はカルタゴに近い陣地に退却したが、そこには戦況の経過を調査する元老院の委員が到着していた。その後に作成された委員の報告書におけるスキピオの活躍は特筆に値するものであった。スキピオはカルタゴ側のヌミディア人の騎兵隊の隊長数人と接触を持った後、マニリウスが率いるネフェリスのハスドルバルに対するより入念に計画された二度目の遠征に参加した。しかし、スキピオが接触したヌミディア人の一人が2,200人の兵士を引き連れてローマ軍に投降したにもかかわらず、ローマ軍は成果を上げられないまま時を過ごした。結局、マニリウスはローマ軍が食糧不足に陥ったために撤退し、一方でスキピオはローマ軍の新たな同盟者を率いて食糧を調達するための遠征に向かい、成功裏に遠征を終えた。

### 紀元前148年
ローマは二人の新しい紀元前148年の執政官を選出したが、アフリカに派遣されたのはルキウス・カルプルニウス・ピソ・カエソニヌス一人だけであった。そしてルキウス・ホスティリウス・マンキヌスがカエソニヌスの部下として海軍を指揮した。カエソニヌスはカルタゴに対する固い包囲を緩い封鎖に戻し、地域内の他のカルタゴを支援する都市を一掃しようとした。しかし、ネアポリスを降伏させることに成功し、都市を略奪した一方で、アスピスはローマの陸軍と海軍の双方の攻撃に耐え、ヒッポに対する包囲も攻略に至らなかったことで、カエソニヌスの作戦は失敗に終わった。さらに、ヒッポから出撃したカルタゴ軍がローマ軍の攻城兵器を破壊したため、ローマ軍は軍事作戦を中断して冬営地に撤退せざるを得なくなった。一方のカルタゴ側では、それまで野戦軍を預かる立場にあったハスドルバルがカルタゴの文民指導者を打倒し、自ら軍権を掌握した。そしてカルタゴはマケドニアの王位を主張するアンドリスコスと同盟を結んだ。アンドリスコスはローマが支配するマケドニアに侵攻してローマ軍を破り、自らマケドニア王ピリッポス6世を称して第四次マケドニア戦争を引き起こしていた。

### 紀元前147年

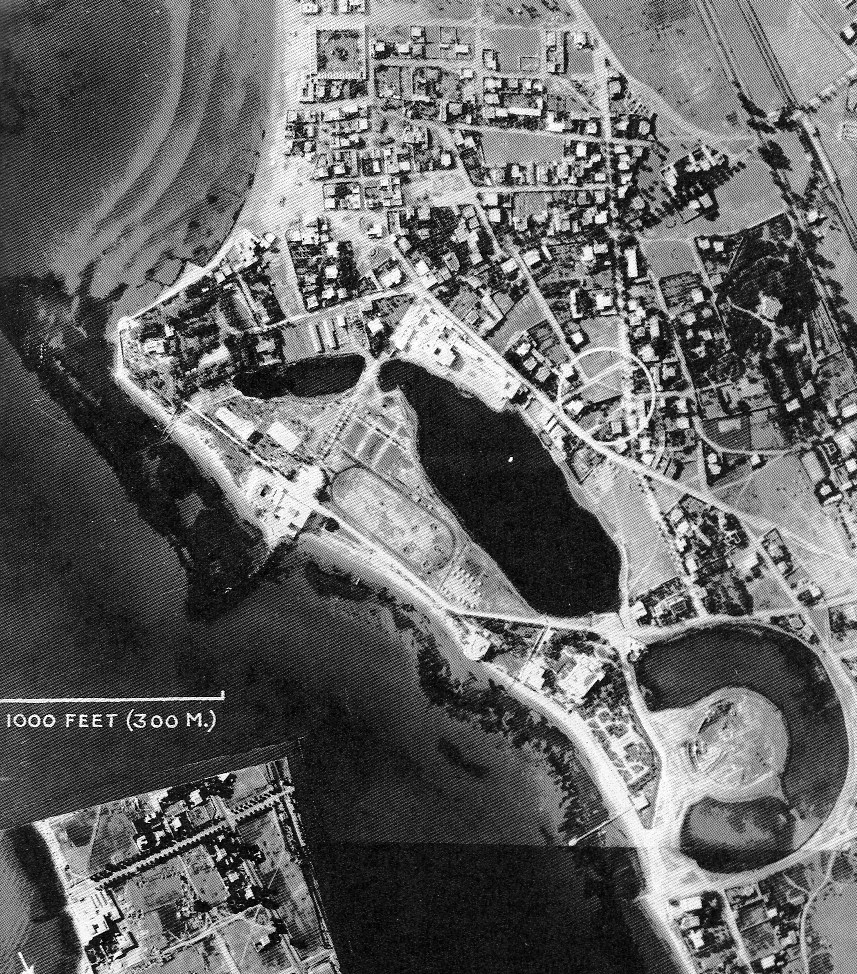
第二次世界大戦中にアメリカ陸軍航空軍が撮影したカルタゴの港湾の跡地。中央に商業港の跡地、右下に軍港の跡地が写っている。

スキピオは紀元前147年に就任する公職者の選挙において、自然な成り行きとして按察官（アエディリス）に立候補するつもりであった。その一方でスキピオを執政官に任命してアフリカにおける戦争を担当させたいという世論が大きな高まりを見せていた。しかし、当時36歳か37歳であったスキピオは、ウィッリウス法で定められていた執政官の最低年齢である43歳には達していなかった。舞台裏ではかなりの政治的な駆け引きが行われた。スキピオの支持者たちは、それまでの2年間の成功と第二次ポエニ戦争でアフリカにおけるローマ軍の勝利を決定づけたのが養祖父のスキピオ・アフリカヌスであるという事実を利用した。結局、元老院は世論に押された形でその年だけウィッリウス法を無効にするよう護民官に指示した。スキピオは執政官に選出され、通常は戦争の任地を二人の執政官の間でくじ引きで割り当てるにもかかわらず、単独でアフリカのローマ軍の総司令官に任じられた。スキピオはアフリカの軍隊の人員を補充するために十分な兵を徴集することができる通常の権限に加え、志願兵を入隊させることができる異例の権限が与えられた。
スキピオはローマ軍の本陣をカルタゴの近くに戻したが、これに対してカルタゴ軍の8,000人の分隊が厳重な警戒に当たった。スキピオは規律の強化を求める演説を行い、規律に欠けるか士気に乏しいと見なされた兵士たちを追放した。その後、スキピオは強力な部隊を率いて夜襲を仕掛け、ローマ軍がカルタゴの城壁の弱点と考えていた場所を攻撃した。ローマ軍は一つの門を奪い、4,000人の兵士が市内になだれ込んだ。暗闇の中でパニックに陥ったカルタゴ軍の守備隊は最初は激しく抵抗したものの、やがて逃亡した。スキピオはカルタゴ軍が夜明けに態勢を立て直せば自軍の拠点が無防備になると判断して撤退した。ハスドルバルはカルタゴ軍の防御が崩壊に至った手段に衝撃を受け、ローマ軍が目の前にいる城壁の上で捕虜に拷問を加えて殺害した。そして今後は交渉はおろか降伏の可能性すらないとしてカルタゴ市民の抵抗の意志を強化していった。都市の議会の一部の議員はハスドルバルの行動を非難したが、これに対してハスドルバルはこれらの議員までも処刑し、都市の全権を掌握した。

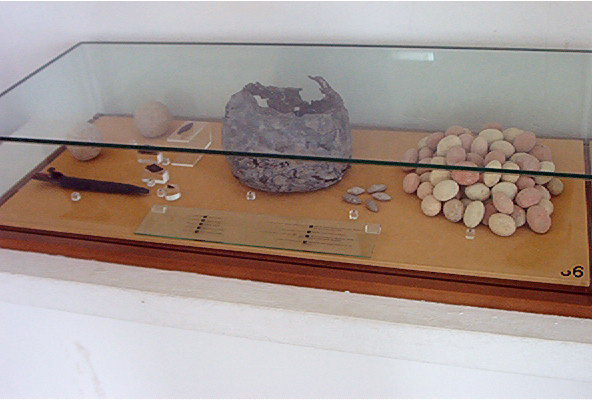
第三次ポエニ戦争で用いられた武器の展示（カルタゴ国立博物館）

その後、再度のカルタゴに対する包囲によって陸側からの都市への進入を封鎖したものの、海側からの厳重な封鎖は当時の海軍技術ではほとんど不可能であった。船積みによって都市に運び込まれる食糧の量に苛立ちを募らせたスキピオは、封鎖を突破しようとする船を遮って港への接近手段を封じるために巨大な堤防を建設した。これに対してカルタゴは港から海に向かう新しい水路を切り開いた。そして同時に新しい艦隊を建造し、水路が完成すると艦隊を出撃させてローマ軍の不意を付いた。その後のカルタゴ港の海戦でカルタゴ軍はローマ軍に対して引けを取らずに戦ったが、撤退時に多くの船が堤防に阻まれて沈没するか拿捕された。続いてローマ軍は港湾周辺のカルタゴ軍の防衛拠点に対する攻撃を試み、最終的に埠頭を制圧した。そして数ヶ月をかけて制圧した場所から城壁と同じ高さのレンガ造りの構造物を建設し、最大で4,000人のローマ兵が近距離からカルタゴの城壁の上へ砲撃できる体制を作った。
この機能が完成すると、スキピオはカルタゴの野戦軍と対決するために大規模な部隊を率いてネフェリスへ向かった。ディオゲネスという名のギリシア人が指揮していたカルタゴ軍は、冬営地として要塞化された陣地を築いていた。紀元前147年末にスキピオは複数の方角からカルタゴ軍の陣地への攻撃を指示し、陣地を制圧することに成功した。逃走するカルタゴ軍はローマの同盟者であるヌミディア人の騎兵に追われ、逃げ延びた者はほとんどいなかった。その後ネフェリスの町は包囲され、3週間後に降伏した。それから程なくしてカルタゴの後背地で抵抗を続けていた要塞のほとんどがその門を開いた。

### 紀元前146年

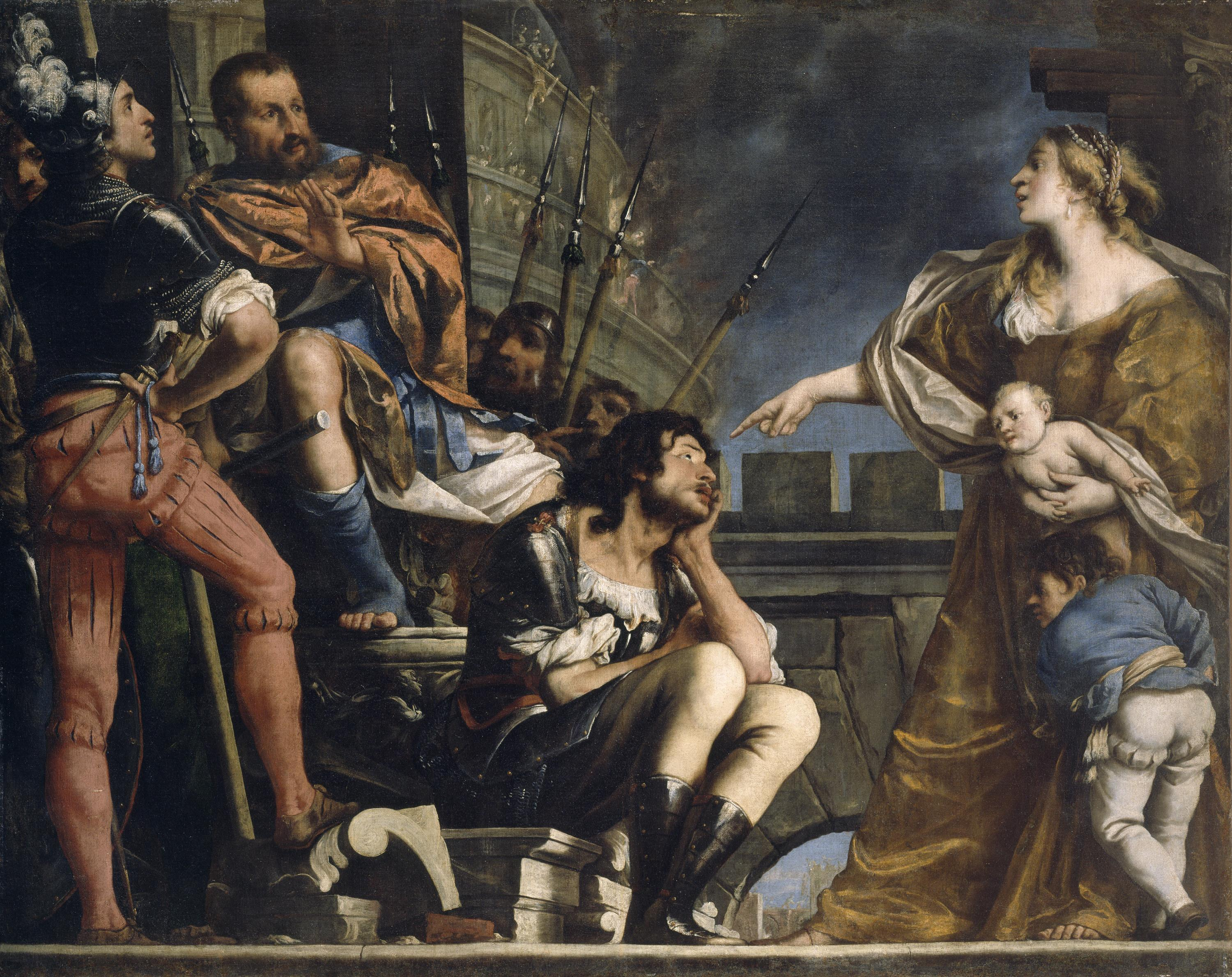
『スキピオ・アフリカヌスの前で夫を非難するハスドルバルの妻』（ピエトロ・デッラ・ヴェッキア画、1650年代）

紀元前146年にアフリカにおけるスキピオの指揮権が一年間延長された。スキピオは春に港の周辺から総攻撃を開始した。港からの攻撃を予測していたハスドルバルは付近の倉庫群に火を放った。それでもなおローマ軍の先遣部隊は軍港まで突破し、そこを占領することに成功した。さらに部隊の主力は都市の中心となる広場まで到達し、そこに夜通しで留まった。翌朝にはスキピオも軍港の部隊と合流するために4,000人の部隊を率いて向かったが、部隊がアポロン神殿から金を奪おうと道を逸れたために混乱が生じた。スキピオとその将校たちは部隊の行動を制止することができず激怒した。しかし、カルタゴ側も部隊が防衛用の陣地に撤退していたためにこの状況を生かすことができなかった。
部隊を再編成したローマ軍は組織的に都市の居住区へ侵入し、遭遇した者たちを皆殺しにして背後の建物を焼き払った。時には頭上への飛び道具による攻撃を避けるために屋根伝いに前進した。抵抗者を一掃するまでにはさらに6日を要し、最後の日にスキピオは捕虜を受け入れることに同意した。カルタゴ側に付いていた900人のローマ軍の脱走兵を含む最後の抵抗者たちは、ビュルサの丘のエシュムーン神殿から戦い続けたものの、すべての望みが潰えると自分たちの周囲に火を放った。この時にハスドルバルは命と自由を保証したスキピオに降伏したが、その様子を城壁から眺めていたハスドルバルの妻はスキピオを祝福して降伏した夫を罵り、その後、子供たちと共に神殿に入り焼死を遂げた。ポリュビオスの断片には妻が焼死したシーンはなく、1世紀のウァレリウス・マキシムスは、子供たちの同意を得て一緒に燃え盛る町へ身を投げたとしている。ディオドロスは、市民が飢餓に苦しむ中ハスドルバルが贅沢を繰り返し、降伏後はスキピオに取りすがってその慈悲を乞うた姿を記しており、スキピオは運命のせいにしてそれを受け入れたとしている。

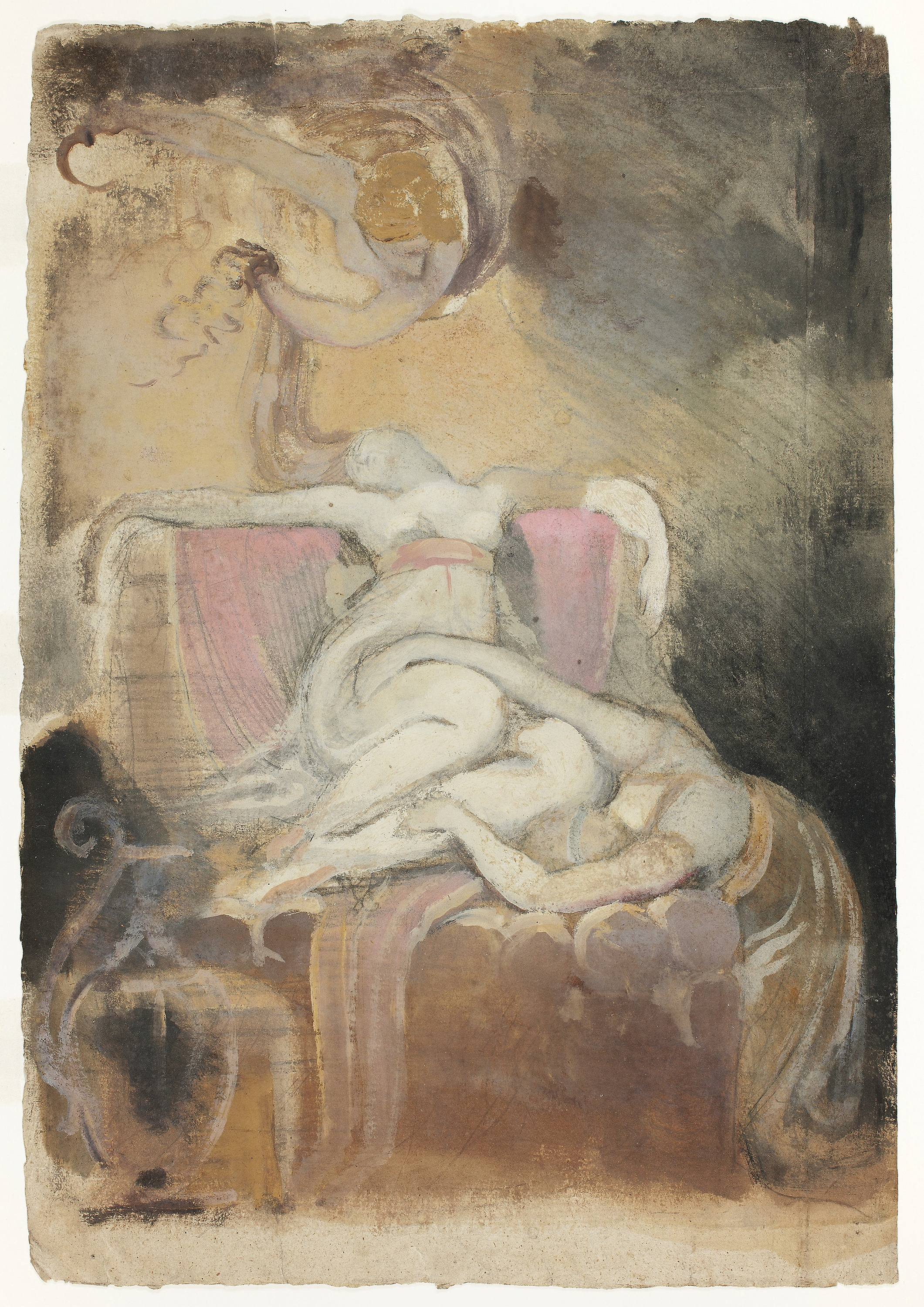
『火葬場へ身を投げたカルタゴの女王ディードー』（ヨハン・ハインリヒ・フュースリー画、1781年頃）

都市は破壊と略奪を受け、10日間にわたって燃え続けた。都市陥落の現場に居合わせていたポリュビオスは、スキピオが勝利の大きさと破壊の大きさを前に苦悩を覚え、ホメロスの詩の一節を引用しつつ国家はどんなに栄光と権力を手にしていても永遠ではないとして祖国の運命について暗い考えを抱いたと伝えている。

日は來るべしイーリオン、聖なる都城亡びの日、

槍に秀づるプリアモス、民衆ともに亡びの日。
ホメロス『イーリアス』6.448-449（土井晩翠訳）

カルタゴ人の捕虜は50,000人におよび、捕虜たちは奴隷として売り払われた。また、カルタゴが何世紀にもわたってシチリアの都市や神殿から略奪した宗教関連の品々や偶像の多くは盛大な式典をもって返還された。

### カルタゴの最期
ローマはカルタゴの町を廃墟のまま留めておく決定を下した。元老院から10人の委員が派遣され、スキピオはさらなる破壊を進めるように命じられた。また、将来この地に再定住しようとする恐れがあるすべての者に対する呪詛の儀式が行われた。都市の跡地はアゲル・プブリクス（ローマの公有地）として没収された。スキピオは凱旋式を挙行し、養祖父と同じように「アフリカヌス」のアグノーメンを名乗った。一方でハスドルバルはイタリアの地所へ引退するという誓約と共に降伏していたものの、その後の運命については定かではない。
カルタゴの最期について、古代からの記述は若干食い違いがある。アッピアノスは呪いのことは書いておらず、フロルスによれば火をつけたのはカルタゴ人自身である。オロシウスの時代になると、17日の間燃え盛った火によって全てが灰になり、捕虜が売られたと書かれている。ヨハネス・ゾナラスは、大カトがこの時まで生きており、破壊を主導して呪いをかけたと考えている。ストラボンやヒッポのアウグスティヌスはカルタゴは完全に破壊されたとしている。

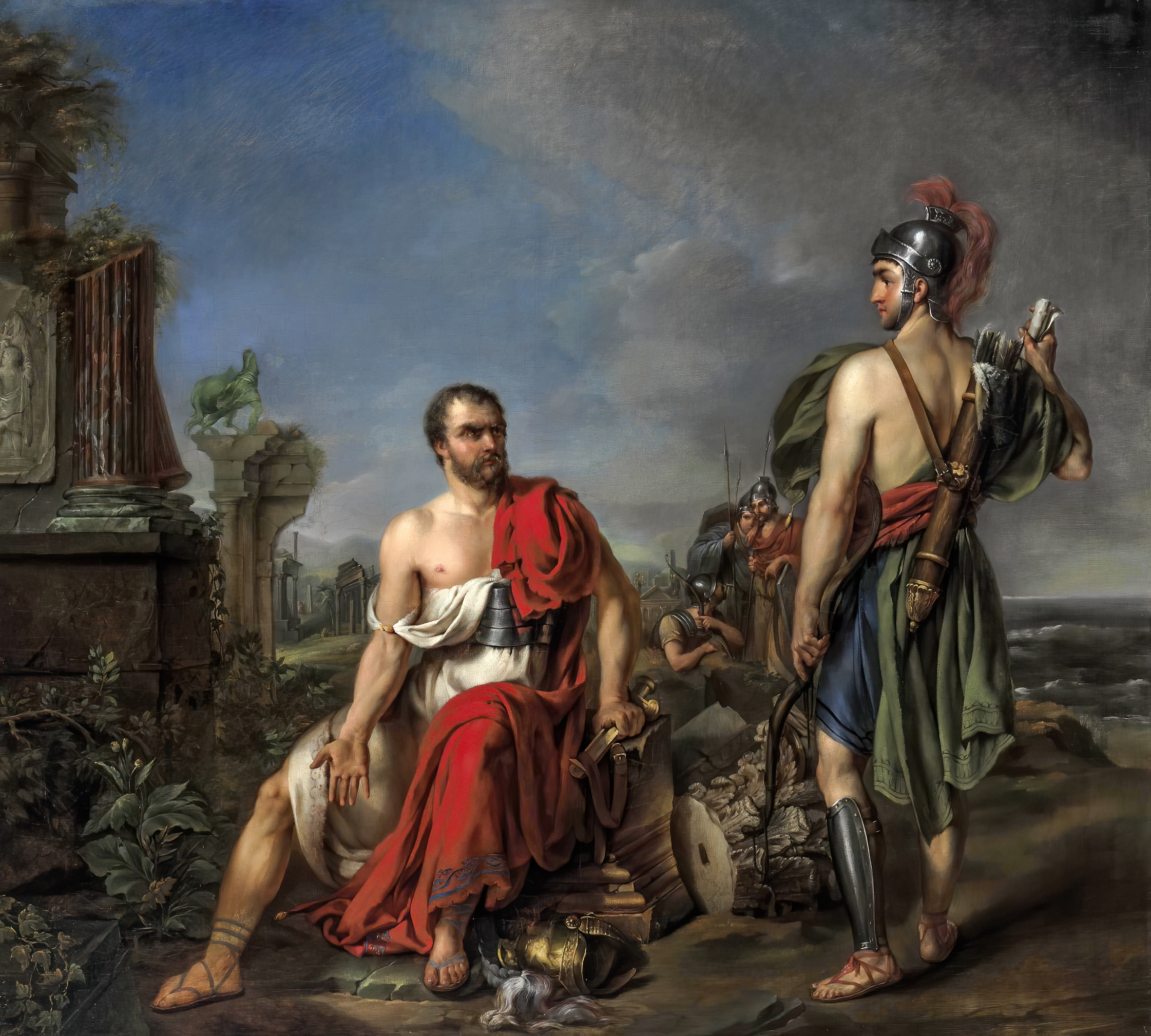
『カルタゴの廃墟に座る亡命中のガイウス・マリウス』（Joseph Kremer画、18世紀）

17世紀のローレンス・エチャード、18世紀のシャルル・ロランといった歴史家もカルタゴは破壊されたとしているが、テオドール・モムゼンによってカルタゴが完全破壊された上で呪いをかけられたことが決定付けられ、19世紀の考古学者もそれをほぼ踏襲しており、これは恐らくオロシウスの誇張を受け入れたためと考えられる。しかしプルタルコスがカルタゴの廃墟に佇むガイウス・マリウスの姿を描いており、実際には廃墟のまま捨て置かれ、何世紀にもわたって建材の採収地になっていた。ただ、なんらかの儀式が行われ神々にこの都市が奉献されたことを、5世紀のマクロビウスが記しており、グラックス時代の土地分配への反対理由ともなっている。更に紀元前81年に再度奉献されたようである。この儀式に鋤が使われ、何の利益をも得られないようにされたと3世紀の法学者ヘレンニウス・モデスティヌスが記しており、18世紀末頃にはカルタゴは完全に破壊されたと信じられ、1810年の『ブリタニカ百科事典』第4版にもそう記された。
戦争後にローマ軍が都市に塩を撒いたとする説があるものの、これは19世紀の創作であると考えられている。初出は1930年のケンブリッジ古代史とする説もあり、その後の学者にも踏襲された。恐らく聖書の『士師記』の記述に影響を受けたもので、古代近東の儀式が紛れ込んだものと思われる。それ以前にも塩の話は民俗学的なモチーフとして存在し、中世イタリアにまで遡れるという説もあり、パドヴァがアッティラに破壊される際に塩を撒かれたとする記述があるという。

## 戦争後の経過

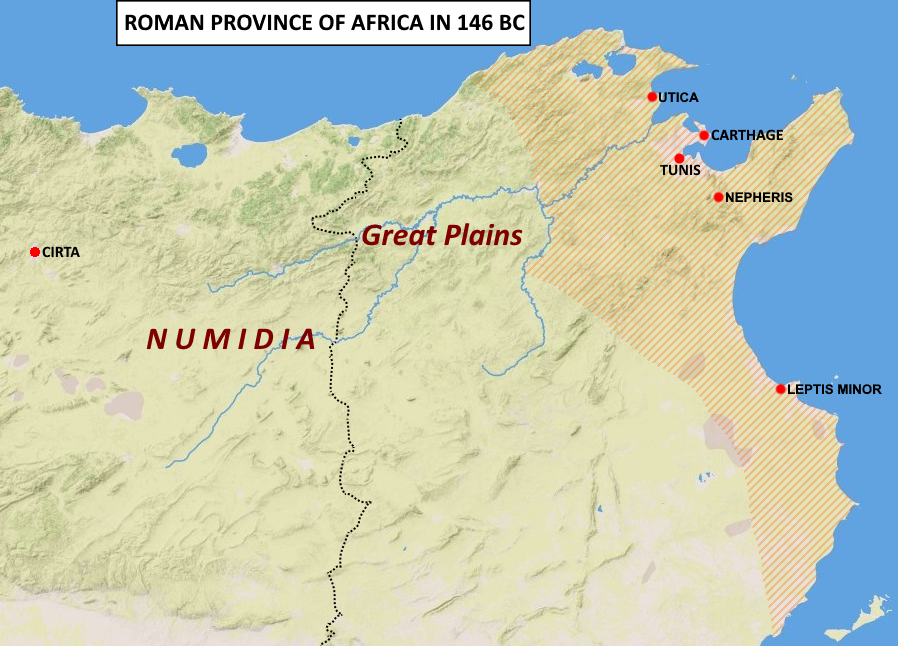
ローマがカルタゴを征服した直後の紀元前146年時点におけるローマのアフリカ属州の推定領土（赤い斜線部分）

恐らくカルタゴを滅ぼした直後、スキピオは同行していたポリュビオスに艦隊を与えてカルタゴ以西の調査を行わせた。カルタゴとローマは過去4度の条約を締結していたが、アフリカ大陸についての情報は頑なに守られたため、ローマにとっては未知であった。この調査について大プリニウスはポリュビオスの個人的好奇心によるものとしており、またアカイア同盟の指導者でありながらローマに従う彼の気晴らしであったとする学者もいる。この到達地点について、学者の意見はドラア川までとセネガル川までとするものに分かれているが、いずれにせよカルタゴの植民地があったとしても交易拠点に過ぎず、注意すべき取引は金だけであり、それも秘匿されていたため、恐らくポリュビオスは何の脅威もなかったことを報告した後、この年の秋、執政官ルキウス・ムンミウスがコリントスを破壊するところに立ち会っている（コリントスの戦い）。
カルタゴの旧領土はローマに併合され、ウティカを州都とするローマのアフリカ属州として再編された。アフリカ属州は穀物をはじめとする食糧の重要な供給地となった。最後までカルタゴに味方をしていたポエニの都市は、アゲル・プブリクスとしてローマに没収されるか、ヒッポのように破壊された。一方で生き残った都市では少なくとも伝統的な政治制度や文化の基盤を残すことが許された。運良く滅亡に巻き込まれずに済んだカルタゴ出身のクリトマクス (哲学者)のような者もおり、ローマに逆襲するためミトリダテス6世に話を持ちかけたカルタゴ人もいたという。
モムゼンによれば、ローマはヌミディアを牽制しつつ属州の境界線を定め、味方だったウティカやハドルメントゥム、タプスス、アコッラ、テウダリスといった町は領土を保全され、敵方に回った町は法律上の領土や自由を失ったものの、年に一度の税金を払うことでそれらは手元に残された。カルタゴが破壊されたことで、ローマの商人たちはウティカに殺到し、新天地であるヌミディアやその南方のガエトゥリアへ乗り出していったという。ローマ人は地元の人々の私生活には干渉せず、ポエニの文化、言語、宗教は生き残り、これらは現代の学者によって「新ポエニ文明」と呼ばれている。北アフリカでは紀元後7世紀までポエニ語が話されていた。

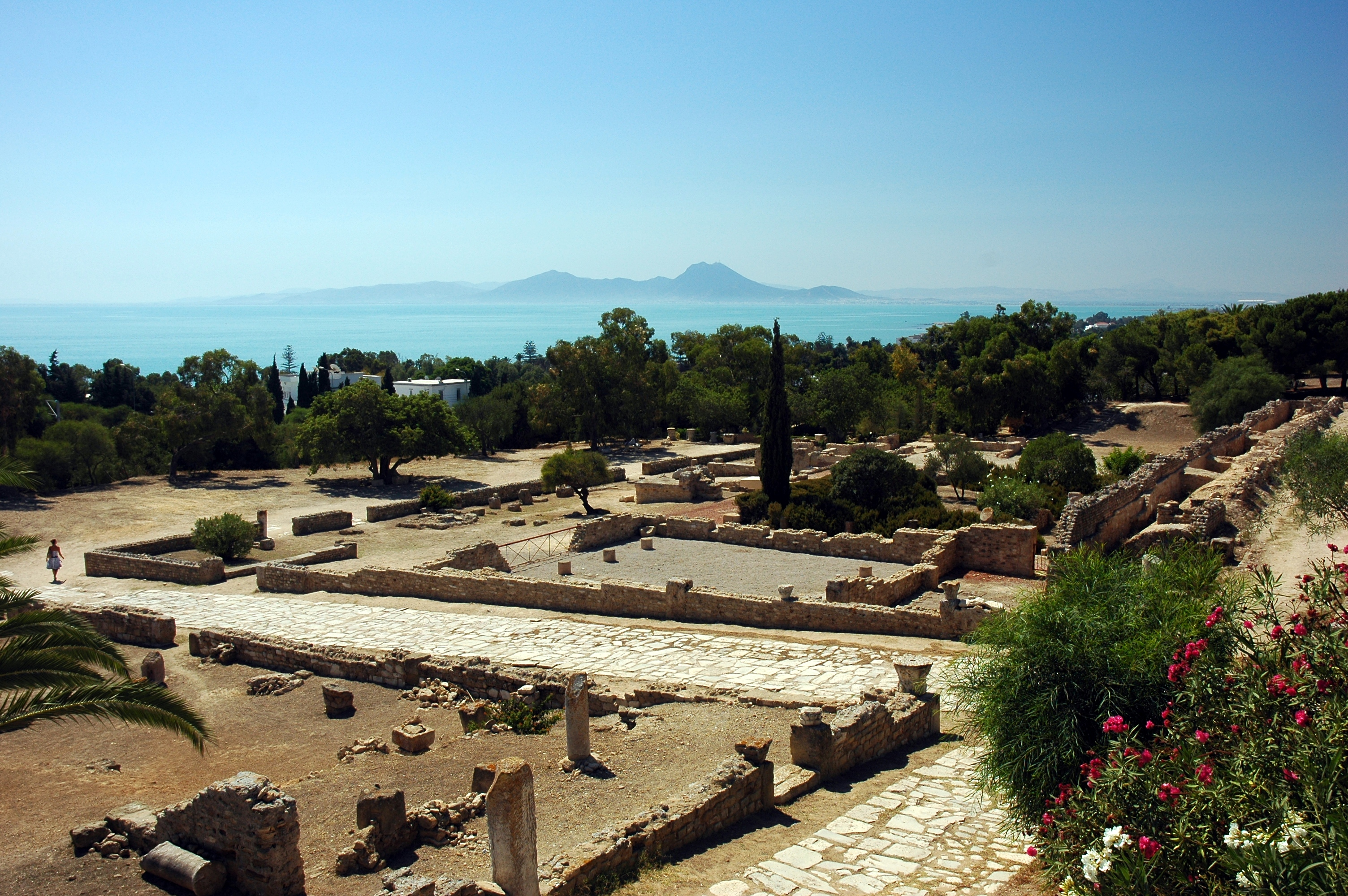
カルタゴの遺跡

紀元前123年にガイウス・グラックスに率いられたローマの改革派が公有地を含む土地の再分配を強力に推し進めようとした。この再分配の対象にはカルタゴの跡地も含まれており、そこにユノニアと呼ばれる新しい植民都市の設立を命じる物議を醸す法律が可決された。保守派はこの法律に反発し、法の成立後には新しい居留地の境界を示す標識が狼に掘り返されたという非常に縁起の悪い噂を流した。このような噂やその他の政治的な謀略によって、植民の計画は頓挫した。紀元前111年に制定された法律では再びあらゆる再定住が禁止されている。
戦争から1世紀を経てユリウス・カエサルがカルタゴをローマの都市として再建する計画を立てたが、計画はわずかしか実行に移されなかった。紀元前29年に至りオクタウィアヌスがこの構想を復活させ、計画を完成へと導いた。ローマ期のカルタゴは帝政ローマ時代にアフリカの主要都市の一つとなった。1世紀の地理学者ポンポニウス・メラによれば、クラウディウス帝時代にはカルタゴはかつての姿を取り戻したとされ、フラウィウス朝時代には執政官を出したという。コンモドゥスの頃には艦隊が駐留し、セウェルス朝時代には公共施設が建ち並ぶ帝国有数の都市となっていた。
カルタゴはその後ヴァンダル人に占領されヴァンダル王国の首都となった。ユスティニアヌス1世によって奪還されたものの、697年にイスラム帝国の支配下に入っている。ポエニ戦争終結から2,131年後の1985年2月5日にはローマ市長のウーゴ・ヴェテレとカルタゴ市長のシェドリ・クリビによって、両都市の間で象徴的な平和条約が締結された。

## 後世の評価
ローマが競争相手であるカルタゴを完全に滅ぼし、陸海の全てを手に入れようとしていたその時、運命は狂い、混乱をまき散らした。危険を危険とも思わないような人間にとって、普通の安寧などは苦痛でしか無い。彼らは諸悪の根源である金や権力への欲望に従い、それらは信義や美徳を驕慢と暴虐に塗り替え、神をも怖れぬ彼らは何でも金で買えると思い上がった。...これらの悪徳はついには市民に蔓延し、帝国を最良のものから最悪へと変えてしまった。—サッルスティウス、『カティリーナの陰謀』11
カエサルと共に戦い、後に『カティリーナの陰謀』『ユグルタ戦記』を書いたサッルスティウスは、その両書において、ローマの没落はこの戦争の勝利から始まるとし、ライバルのいなくなったローマによるイタリアの同盟市からの収奪に歯止めが利かなくなったとしている。この贅沢を求めるローマの道徳的な腐敗は、ポセイドニオスによれば紀元前90年前後の同盟市戦争の原因とされ、ディオドロスやハリカルナッソスのディオニュシオスにもその説の影響が見受けられるという。
ニッコロ・マキャヴェッリは『君主論』の中で、スパルタがアテナイとテーバイを屈服させつつも後に失ったのと対比し、ローマはカルタゴとヌマンティアを破壊したために失わずに済んだとし、自由を享受していた国を支配する難しさを説いている。また、この戦争に勝利して敵がいなくなった結果、軍の指揮官を能力実績ではなく人気で選ぶようになったとしている。
モンテスキューは、『ローマ盛衰原因論』でローマとカルタゴを比較している。ローマは清貧と法を重視して平等であったが、カルタゴは富を求め国内が分裂しており、アレクサンドリアの建設によって衰退が始まったという。当時は操船技術の差が彼の時代（18世紀）ほど影響しなかったのだろうと考察している。ローマの方針は一都市であった頃から変わらず、カルタゴの艦隊を差し出させたのも、かつてラティウム同盟のアンティウムに対して行ったのと同じであり、更に彼らは曖昧な言葉でカルタゴを騙し、破壊したという。かつて世界はカルタゴとローマが争う西方と、ディアドコイの戦争が続く東方とに分かれていたが、カルタゴを滅ぼしたローマはすぐに世界を制覇すべく東方に襲いかかったとしている。
2019年のインテリジェンス面からの分析によれば、商船建造のための伐採を軍船のためと恐怖のあまり（あるいは政治的な意図により）誤って分析した結果の開戦であり、2003年のイラク戦争と同じくインテリジェンスの失敗例だと指摘されている。